# Superpuchar Polski 1991
La 6ª edizione della Supercoppa di Polonia  si è svolta il 24 luglio 1991. Allo Stadion Miejski di Włocławek si scontrano il Zagłębie Lubin, vincitore del campionato e il GKS Katowice, vincitore della coppa nazionale.
A vincere il trofeo è stato il GKS Katowice.

## Tabellino
| Arbitro: | Kazimierz Mikołajewski |

|            |                      |             |
| Prokop 23’ | Marcatori            | 56’ Walczak |
|            | Tiri di rigore 2 – 3 |             |